# República de Ezo
A República de Ezo (蝦夷共和国, Ezo Kyōwakoku) foi um estado separatista estabelecido em 1869 por ex-membros do Xogunato Tokugawa no que é hoje conhecido como Hokkaido, a ilha mais setentrional do arquipélago japonês; grande, porém a mais esparsamente povoada do Japão moderno.

## Contexto
Após a derrota das forças do Xogunato Tokugawa na Guerra Boshin (1869) da Restauração Meiji, uma parte da marinha do ex-xogum liderada pelo Almirante Enomoto Takeaki fugiu para a Ilha de Ezo (agora conhecida como Hokkaido), junto com vários milhares de soldados e alguns conselheiros militares franceses com seu líder, Jules Brunet. Enomoto fez um último esforço para pedir à Corte Imperial que permitisse desenvolver Hokkaido e manter as tradições samurai intocadas, mas seu pedido foi negado.

## Estabelecimento da República

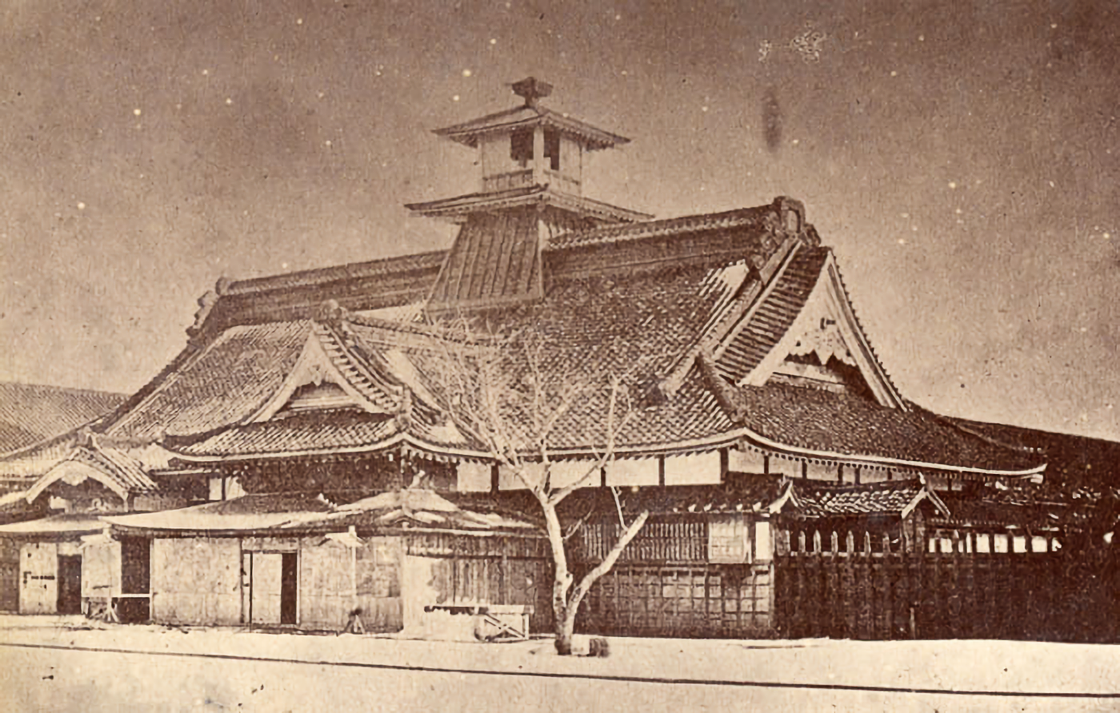
A sede governamental da República de Ezo, dentro da fortaleza de Goryōkaku.

Em 27 de janeiro de 1869 (Novo Estilo), a independente "República de Ezo" foi proclamada, com uma organização governamental baseada na dos Estados Unidos, com Enomoto eleito seu primeiro presidente (sōsai). As eleições foram baseadas no sufrágio universal entre a classe samurai. Esta foi a primeira eleição realizada no Japão, onde a estrutura feudal sob um imperador com daimiôs era a norma. Por meio do magistrado de Hakodate, Nagai Naoyuki, foram feitas tentativas para chegar às legações estrangeiras presentes em Hakodate para obter reconhecimento diplomático internacional.
O tesouro incluía 180 mil ryō em moedas de ouro recuperados do Castelo de Osaka seguido da partida precipitada do xogum Tokugawa Yoshinobu após a Batalha de Toba-Fushimi no início de 1868.
Durante o inverno de 1868-1869, as defesas ao redor da península sul de Hakodate foram reforçadas, com a fortaleza de Goryōkaku no centro. As tropas foram organizadas sob um comando conjunto franco-japonês. O comandante-em-chefe Ōtori Keisuke foi destacado pelo capitão francês Jules Brunet e dividido em quatro brigadas, cada uma comandada por um oficial francês (Fortant, Marlin, Cazeneuve e Bouffier). As brigadas foram divididas em duas meias-brigadas cada, sob ordens japonesas.
Brunet exigiu (e recebeu) uma promessa pessoal de lealdade de todos os oficiais e insistiu em que assimilassem as ideias francesas. Um oficial francês anônimo escreveu que Brunet havia se encarregado de tudo:
| “ | ... costumes, municipalidades, fortificações, exército; tudo passou por suas mãos. Os japoneses simples são fantoches que ele manipula com grande habilidade ... ele realizou uma verdadeira Revolução Francesa de 1789 neste bravo novo Japão; a eleição de líderes e a determinação de posição por mérito e não nascimento - estas são coisas fabulosas para este país, e ele tem sido capaz de fazer as coisas muito bem, considerando a seriedade da situação ... | ” |

## Derrota pelas Forças Imperiais
As tropas imperiais logo consolidaram seu domínio no Japão continental e, em abril de 1869, enviaram uma frota e uma força de infantaria de 7 000 homens para Hokkaido. As forças imperiais progrediram rapidamente, venceram a Batalha de Hakodate e cercaram a fortaleza em Goryōkaku. Enomoto se rendeu em 26 de junho de 1869, entregando o Goryōkaku ao oficial da equipe de Satsuma, Kuroda Kiyotaka, em 27 de junho de 1869. Kuroda teria ficado profundamente impressionado com a dedicação de Enomoto em combate e é lembrado como aquele que o poupou da execução. Em 20 de setembro do mesmo ano, a ilha recebeu seu nome atual, Hokkaido (Hokkaido, literalmente "Circuito do Mar do Norte").